# Turn- und Sportgemeinschaft 1899 Hoffenheim
Il Turn- und Sportgemeinschaft 1899 Hoffenheim e.V., noto semplicemente come Hoffenheim o TSG 1899 Hoffenheim, è una società calcistica tedesca con sede a Hoffenheim, frazione di Sinsheim, nel Baden-Württemberg. Milita in Bundesliga, la massima serie del campionato tedesco di calcio.
Trae il nome dall'omonimo sobborgo cittadino, in cui si trova la sua sede. Ha raggiunto la Bundesliga per la prima volta nel 2008-2009.

## Storia
L'attuale club nacque nel 1945, anno in cui la società di ginnastica TV Hoffenheim, fondata nel 1899, si fuse con quella di calcio FV Hoffenheim, nata nel 1921.
Fino all'inizio degli anni novanta disputò le serie minori regionali, giocando per la maggior parte della sua attività in Baden-Württemberg A-Liga, la settima divisione.
Nel 1996 la squadra migliorò i risultati e fu promossa in Verbandsliga Nordbaden (V).
Nel 1999 l'industriale dell'informatica Dietmar Hopp, cofondatore della SAP e in gioventù giocatore dilettante nell'Hoffenheim, investì finanziariamente nel club e già nel 2000 la squadra finì prima in Verbandsliga e fu promossa in Oberliga Baden-Württemberg (IV).
Con un altro primo posto l'anno successivo fu ammessa in Regionalliga Süd (III) per la stagione 2001-02.
Al primo anno in terza serie l'Hoffenheim terminò il campionato al 13º posto, ma l'anno seguente fu quinto.
Nel 2003-04 partecipò per la per prima volta alla Coppa di Germania, giungendo fino ai quarti di finale, ai quali fu eliminata dal Lubecca, compagine di seconda divisione, dopo avere eliminato Eintracht Trier, Karlsruhe e a seguire il Bayer Leverkusen, squadra di Bundesliga.
Nella stessa stagione finì al quinto posto in Lega, al sesto l'anno successivo e al quarto nel 2005-06.
Nel 2006 la società avviò la costruzione di uno stadio da 30 000 posti a Sinsheim, abbandonando un progetto iniziale che lo prevedeva ad Heidelberg. Lo stadio fu inaugurato nel gennaio 2009 e battezzato Rhein-Neckar-Arena e rimpiazzò il vecchio Dietmar Hopp stadion.
Grazie all'acquisto di giocatori come Jochen Seitz e Tomislav Marić e l'allenatore Ralf Rangnick, ex Stoccarda, Hannover 96 e Schalke 04 la squadra giunse al secondo posto di Regionalliga guadagnando la promozione in seconda divisione con quattro giornate d'anticipo.
Nella stagione 2007-08, da neopromossa, si classificò seconda in Zweite Liga conseguendo una storica promozione in Bundesliga. Nella prima parte della stagione 2008-2009 l'Hoffenheim destò l'attenzione internazionale essendosi aggiudicata il titolo di campione d'inverno con 35 punti. In seguito, soprattutto a causa del grave infortunio occorso all'attaccante Vedad Ibišević, il rendimento della squadra calò sensibilmente, anche se la stagione fu conclusa con un settimo posto, considerato più che soddisfacente.
Nella stagione 2009-2010 chiuse il campionato all'undicesimo posto con 42 punti conquistati (11 vittorie, 9 pareggi e 14 sconfitte). Il capocannoniere stagionale di squadra fu nuovamente Ibišević con 12 reti.
Nelle stagioni 2010-2011 e 2011-2012 l'Hoffenheim terminò di nuovo undicesimo, mentre nella stagione seguente nonostante l'Hoffenheim avesse una rosa piena di giocatori di talento come: Koen Casteels, Tim Wiese, Niklas Süle, Jannik Vestergaard, Andreas Beck, Sebastian Rudy, Sejad Salihović, Vincenzo Grifo, Kevin Volland, Joselu e Roberto Firmino si aggiudicò la salvezza e la permanenza in Bundesliga grazie a una vittoria giunta nei minuti finali dell'ultima giornata di campionato, tramite la quale riuscì a raggiungere il sedicesimo e terzultimo posto, piazzamento valido per accedere allo spareggio salvezza contro il Kaiserslautern, poi battuto nel doppio confronto per 3-1 in casa e 2-1 in trasferta. Dopo l'ottavo posto del 2014-2015, nella stagione 2015-2016 l'Hoffenheim ottenne la salvezza grazie al piazzamento al quindicesimo posto, sotto la guida del 28enne tecnico Julian Nagelsmann, subentrato a stagione in corso al dimissionario Huub Stevens e divenuto il più giovane allenatore della storia della Bundesliga.
Nell'annata 2016-2017 la squadra di Nagelsmann riuscì, a sorpresa, a raggiungere il quarto posto in classifica in Bundesliga, valido per i preliminari della UEFA Champions League 2017-2018. Nell'annata seguente giunse terza in campionato ed esordì nelle coppe europee, patendo l'eliminazione nello spareggio di Champions dal Liverpool e retrocedendo dunque in Europa League, da cui fu eliminata dopo la fase a gruppi a causa dell'ultimo posto nel girone con Braga, Ludogorec e İstanbul Başakşehir.
Nella stagione 2018-2019 fa il suo esordio nella fase a gironi della UEFA Champions League, dove, con 3 punti ottenuti in 6 giornate, si piazza quarta nel girone F dietro a Manchester City, Olympique Lione e Šachtar, senza vittorie. In campionato l'Hoffenheim chiude in nona posizione, mancando la qualificazione alle coppe europee. Nella stagione 2020-2021 l'Hoffenheim, per la prima volta nella sua storia, riesce a qualificarsi per la fase a eliminazione diretta di una competizione internazionale per club.Nella stagione 2021-2022,dopo il deludente undicesimo posto ottenuto nella stagione precedente,la squadra di Sebastian Hoeneß dopo un'ottima partenza in campionato con la squadra in piena corsa per la UEFA Champions League nelle ultime otto giornate riesce a conquistare solo 2 punti che portano la compagine dal quarto fino al nono posto finale mancando così l'accesso alle competizioni europee per il secondo anno di fila. Il 17 maggio 2022 a causa della serie negativa delle ultime giornate Sebastian Hoeneß viene esonerato e come nuovo allenatore viene annunciato André Breitenreiter fresco di vittoria della Super League con lo Fussballclub Zürich. Il calciomercato vede le cessioni di David Raum al RB Leipzig,di Stefan Posch al Bologna Football Club 1909,ed il prestito di Diadie Samassékou all'Olympiakos,mentre in entrata arrivano gli innesti di Ozan Kabak dallo Schalke 04, di Stanley Nsoki dal Club Bruges e di Angeliño dal Lipsia in prestito con diritto di riscatto fissato a 20 milioni,inoltre arrivano Grischa Promel a parametro zero dall'Union Berlino e Finn Ole Becker dal FC St. Pauli acquisto che era già stato annunciato a marzo.La stagione inizia bene per la squadra di Breitenreiter che dopo aver superato per 2-0 il SV Rödinghausen in DFB-Pokal, in campionato alla decima giornata si trova quarto in classifica ma nelle successive quattordici giornate riesce a portare solamente 2 punti,rendendo così l'Hoffenheim insieme all'Angers SCO la squadra meno in forma dei top 5 campionati di Europa.Nel mentre Breitenreiter a seguito della sconfitta per 5 a 2 contro il VfL Bochum,viene esonerato e come nuovo allenatore viene ingaggiato l'italo-americano Pellegrino Matarazzo che era già stato vice allenatore dell'Hoffenheim anni prima.L'esperienza di Matarazzo all'Hoffenheim comincia con 5 sconfitte di fila che portano la squadra all'ultimo posto ma dalla venticinquesima giornata grazie ad un filotto di risultati positivi l'Hoffenheim con la vittoria nella penultima giornata per 4 a 2 contro l'Union Berlin si salva aritmeticamente concludendo la Fußball-Bundesliga 2022-2023 in 12ª posizione, mentre in Coppa di Germania viene eliminato agli ottavi di finale dal Lipsia.Dopo la brutta stagione l'Hoffenheim si rinforza con l'arrivo di: Anton Stach, Attila Szalai, Mërgim Berisha, Wout Weghorst, Marius Bülter e Julian Justvan.La stagione della squadra di Matarazzo è positiva grazie anche alle prestazioni del giovane Maximilian Beier e grazie alla vittoria casalinga all'ultima giornata per 4-2 contro il Bayern l'Hoffenheim arriva 7°,ultimo posto valido alla qualificazione diretta all'UEFA Europa League.La stagione 2024/2025 si apre male a causa del licenziamento improvviso del direttore sportivo Alexander Rosen che causerà una reazione furiosa dei tifosi,che durerà per tutta la stagione.Il posto vacante di Rosen viene preso da Frank Kramer.Nonostante ciò in appena un mese l'Hoffenheim spende complessivamente la cifra maggiore in una sessione di calciomercato della sua storia,grazie anche ai 30 milioni provenienti dall'unica grande cessione estiva ovvero quella di Maximilian Beier al Borussia Dortmund.Arrivano Adam Hložek, Alexander Prass, Arthur Chaves, David Jurásek, Robin Hranáč, Haris Tabaković, Valentin Gendrey, Christopher Lenz ed Erencan Yardımcı.La stagione inizia malissimo con la squadra che è in zona retrocessione e dopo il pareggio per 0-0 contro l'Augsburg viene esonerato Matarazzo ed al suo posto il nuovo direttore sportivo Andreas Schicker sceglie Christian Ilzer,allenatore con cui aveva lavorato fino a pochi mesi prima allo Sturm Graz.L'impatto di Ilzer è positivo con la vittoria interna per 4-3 sul RasenBallsport Leipzig.Vittoria che però rimane l'unica fino a quella esterna per 3-1 contro l'Holstein Kiel,nel mentre la squadra affronta un momento durissimo uscendo dalla coppa di Germania contro il Wolfsburg e crollando in campionato ed in Europa League.Si raggiunge il punto di non ritorno quando alla 17 giornata a seguito della sconfitta per 5-0 contro il Bayern München, Andrej Kramarić,recordman di goal con la maglia dell'Hoffenheim,in un'intervista postpartita definisce la stagione come una stagione di m*rda e che il pericolo di retrocedere è alto.La società interviene acquistando Gift Orban, Leo Østigård e Bazoumana Touré.La squadra non riesce a superare la prima fase dell'UEFA Europa League 2024-2025 classificandosi 27° ed in campionato la squadra vive un momento positivo fino a fine marzo momento dal quale vince solo 1 partita arrivando a salvarsi all'ultima giornata,nonostante la sconfitta per 0-4 sempre contro il Bayern Munchen.Concludendo così la stagione in 15° posizione con 32 punti,il punteggio più basso dalla stagione 12/13 quando si salvò solamente ai playout.Christian Ilzer comunque viene confermato alla guida dla squadra anche per la stagione successiva.

## Colori e simboli

### Colori
I colori della maglia dell'Hoffenheim sono il blu con risvolti bianchi, così come i pantaloncini ed i calzettoni

### Simboli ufficiali

#### Stemma
Il simbolo dell'Hoffenheim è composto da uno scudo diviso diagonalmente in due parti: quella superiore è blu, e contiene diagonalmente la scritta in bianco "TSG 1899", mentre nella parte inferiore, bianca, compare sotto alla precedente, in blu, la scritta "Hoffenheim".

## Strutture

### Stadio
Dal 31 gennaio 2009 l'Hoffenheim disputa le proprie partite casalinghe nella PreZero Arena, che si trova a Sinsheim. È capace di contenere 30.150 spettatori, curiosamente pochi in meno di tutti gli abitanti della città.

## Allenatori
Lista degli allenatori dell'Hoffenheim dal 2000 ad oggi.
- 2000-2005  Hans-Dieter Flick
- 2005-2006  Hans-Dieter Flick (01 lug.-18 nov.)
 Roland Dickgießer (19 nov.-9 gen.)
 Lorenz-Günther Köstner (10 gen.-24 mag.)
- 2006-2010  Ralf Rangnick
- 2010-2011  Ralf Rangnick (01 lug.-31 dic.)
 Marco Pezzaiuoli (2 gen.- 30 giu.)
- 2011-2012  Holger Stanislawski (01 lug.-9 feb.)
 Markus Babbel (10 feb.-30 giu.)
- 2012-2013  Markus Babbel (01 lug.-3 dic.)
 Frank Kramer (4 dic.-17 dic.)
 Marco Kurz (18 dic.-1 apr.)
 Markus Gisdol (2 apr.-30 giu.)
- 2013-2015  Markus Gisdol
- 2015-2016  Markus Gisdol (01 lug.-25 ott.)
 Huub Stevens (26 ott.-10 feb.)
 Julian Nagelsmann (11 feb.-30 giu.)
- 2016-2019  Julian Nagelsmann
- 2019-2020  Alfred Schreuder (01 lug.-9 giu.)
 Matthias Kaltenbach (10 giu.-30 giu.)
- 2020-2022  Sebastian Hoeneß

## Calciatori

### Vincitori di titoli
Campioni del Sudamerica
- Eduardo Vargas (USA 2016)

## Palmarès

### Competizioni regionali
- North Baden Cup: 8

2001-2002, 2002-2003, 2003-2004, 2004-2005
- Oberliga Baden-Württemberg: 1

2000-2001
- Verbandsliga Nordbaden: 1

1999-2000

### Competizioni giovanili
- Under-19 Bundesliga: 2

2013-2014, 2023-2024
- DFB-Pokal der Junioren: 2

2009-2010, 2023-2024
- Under-17 Bundesliga: 1

2007-2008

## Statistiche e record

### Campionati nazionali
Il miglior risultato raggiunto dal club in Bundesliga è il terzo posto ottenuto nel campionato 2017-2018.
Dalla stagione 2001-2002 alla 2025-2026 compresa il club ha ottenuto le seguenti partecipazioni ai campionati nazionali:
| Livello | Categoria     | Partecipazioni | Debutto   | Ultima stagione | Totale |
| ------- | ------------- | -------------- | --------- | --------------- | ------ |
| 1º      | Bundesliga    | 18             | 2008-2009 | 2025-2026       | 18     |
| 2º      | 2. Bundesliga | 1              | 2007-2008 | 2007-2008       | 1      |
| 3º      | Regionalliga  | 6              | 2001-2002 | 2006-2007       | 6      |
| 4º      | Oberliga      | 1              | 2000-2001 | 2000-2001       | 1      |

### Tornei internazionali
Alla stagione 2020-2021 il club ha ottenuto le seguenti partecipazioni ai tornei internazionali:
| Categoria                                | Partecipazioni | Debutto   | Ultima stagione |
| ---------------------------------------- | -------------- | --------- | --------------- |
| Coppa dei Campioni/UEFA Champions League | 2              | 2017-2018 | 2018-2019       |
| Coppa UEFA/UEFA Europa League            | 2              | 2017-2018 | 2020-2021       |

| Stagione  | Competizione          | Turno                | Squadra             | Casa | Trasferta | Totale   |
| --------- | --------------------- | -------------------- | ------------------- | ---- | --------- | -------- |
| 2017-2018 | UEFA Champions League | spareggi             | Liverpool           | 1-2  | 2-4       | 3-6      |
| 2017-2018 | UEFA Europa League    | fase a gironi        | Braga               | 1-2  | 1-3       | 4º posto |
| 2017-2018 | UEFA Europa League    | fase a gironi        | Ludogorec           | 1-1  | 1-2       | 4º posto |
| 2017-2018 | UEFA Europa League    | fase a gironi        | İstanbul Başakşehir | 3-1  | 1-1       | 4º posto |
| 2018-2019 | UEFA Champions League | fase a gironi        | Šachtar             | 2-3  | 2-2       | 4º posto |
| 2018-2019 | UEFA Champions League | fase a gironi        | Manchester City     | 1-2  | 1-2       | 4º posto |
| 2018-2019 | UEFA Champions League | fase a gironi        | Olympique Lione     | 3-3  | 2-2       | 4º posto |
| 2020-2021 | UEFA Europa League    | fase a gironi        | Stella Rossa        | 2-0  | 0-0       | 1º posto |
| 2020-2021 | UEFA Europa League    | fase a gironi        | Gent                | 4-1  | 4-1       | 1º posto |
| 2020-2021 | UEFA Europa League    | fase a gironi        | Slovan Liberec      | 5-0  | 2-0       | 1º posto |
| 2020-2021 | UEFA Europa League    | sedicesimi di finale | Molde               | 0-2  | 3-3       | 3-5      |

### Statistiche nelle competizioni UEFA
Tabella aggiornata alla fine della stagione 2020-2021.
| Competizione                  | Partecipazioni | G  | V | N | P | RF | RS |
| ----------------------------- | -------------- | -- | - | - | - | -- | -- |
| UEFA Champions League         | 2              | 8  | 0 | 3 | 5 | 14 | 20 |
| Coppa UEFA/UEFA Europa League | 2              | 14 | 6 | 4 | 4 | 28 | 17 |

## Organico

### Rosa 2025-2026
Aggiornata al 27 luglio 2025.
| N. |                      | Ruolo | Calciatore                |
| -- | -------------------- | ----- | ------------------------- |
| 1  | Germania (bandiera)  | P     | Oliver Baumann (capitano) |
| 2  | Rep. Ceca (bandiera) | D     | Robin Hranáč              |
| 3  | Rep. Ceca (bandiera) | D     | Vladimír Coufal           |
| 4  | Germania (bandiera)  | D     | Tim Drexler               |
| 5  | Turchia (bandiera)   | D     | Ozan Kabak                |
| 6  | Germania (bandiera)  | C     | Grischa Prömel            |
| 8  | Germania (bandiera)  | C     | Dennis Geiger             |
| 9  | Togo (bandiera)      | A     | Ihlas Bebou               |
| 10 | Nigeria (bandiera)   | A     | Gift Orban                |
| 15 | Francia (bandiera)   | D     | Valentin Gendrey          |
| 16 | Germania (bandiera)  | C     | Anton Stach               |
| 17 | Germania (bandiera)  | C     | Umut Tohumcu              |
| 18 | Mali (bandiera)      | C     | Diadie Samassékou         |

| N. |                                 | Ruolo | Calciatore         |
| -- | ------------------------------- | ----- | ------------------ |
| 20 | Germania (bandiera)             | C     | Finn Ole Becker    |
| 21 | Germania (bandiera)             | A     | Marius Bülter      |
| 22 | Austria (bandiera)              | C     | Alexander Prass    |
| 23 | Rep. Ceca (bandiera)            | A     | Adam Hložek        |
| 25 | Nigeria (bandiera)              | D     | Kevin Akpoguma     |
| 26 | Bosnia ed Erzegovina (bandiera) | A     | Haris Tabaković    |
| 27 | Croazia (bandiera)              | A     | Andrej Kramarić    |
| 29 | Costa d'Avorio (bandiera)       | A     | Bazoumana Touré    |
| 31 | Austria (bandiera)              | C     | Florian Grillitsch |
| 34 | Francia (bandiera)              | D     | Stanley Nsoki      |
| 36 | Islanda (bandiera)              | P     | Lúkas Petersson    |
| 37 | Germania (bandiera)             | P     | Luca Philipp       |

### Staff tecnico
Staff tecnico aggiornato al 27 luglio 2025.
| Allenatore:               | Christian Ilzer |
| Vice allenatore:          | Frank Fröhling  |
| Preparatore dei portieri: | Aleksandr Stolz |
| Preparatore atletico:     | Christian Weigl |
| Preparatore atletico:     | Otmar Rösch     |
| Preparatore atletico:     | Filippo Lussi   |